# Kad
Het Kadnetwerk is een peer-to-peer (P2P) netwerk die het Kademlia P2P-protocol gebruikt. De meerderheid van de gebruikers van het Kadnetwerk zijn ook verbonden met de servers van het eDonkey-netwerk, en Kadnetwerk-clients zoeken bekende nodes via het eDonkey-netwerk om aanvullende nodes te vinden op het Kadnetwerk.